# Rustaq
Rustāq  (in arabo الرستاق‎?, al-Rustāq), è una città della regione di Al Batinah nel nord dell'Oman.